# J. Norman Emerson
J. Norman Emerson, eigentlich John Norman Emerson, (* 13. März 1917 in Toronto; † 18. November 1978 ebenda) war ein kanadischer Archäologe, der sich vor allem um die Ur- und Frühgeschichte Ontarios verdient gemacht hat.

## Leben und Werk
Norman Emerson war der Sohn eines Elektrikers in Toronto. Als Kind wurde er „Norm“ genannt. Er besuchte zunächst von 1928 bis 1932 die Rose Avenue Public School, dann von 1932 bis 1936 die University of Toronto Schools. 1936 bis 1940 studierte er am Trinity College, an der Universität Toronto, wo er sein Studium der Soziologie abschloss.
In den Sommern der Jahre 1938 und 1939 erhielt er seine ersten Lektionen bei dem Archäologen Philleo Nash, der die Pound site im Südwesten von Ontario im Auftrag der Universität Toronto ausgrub. Mit seiner ersten Publikation zur Archäologie deutete er bereits seine zukünftige Ausrichtung an: Digging Up the Past with Grapefruit Knives. Im September 1939 begleitete er Kenneth E. Kidd auf einer Kampagne zum Rock Lake im  Algonquin Provincial Park.
1941 wechselte er endgültig zur Anthropologie, nachdem er bereits 1940 und 1941 zwei Ausgrabungen von Mounds in Illinois beaufsichtigt hatte, nämlich die Kincaid site für Fay Cooper Cole von der Universität Chicago. Dorthin wechselte er 1941 und bei Cooper Cole wollte er, trotz Angeboten aus Yale, Harvard und Pennsylvania, promovieren. Diese Arbeit schloss er 1943 ab. Im selben Jahr, am 16. Januar, heiratete er Ann Elliot aus Buda in Illinois, mit der er drei Kinder hatte, Neil, Linley und Bruce. Als Staff Sergeant diente er im Internierungslager Petawawa, nachdem er zur kanadischen Armee eingezogen worden war.
Nach Kriegsende setzte er die Arbeit an seiner Dissertation fort und 1946 wurde er von Thomas F. McIlwraith als Lecturer im Torontoer Department of Anthropology eingestellt. Als Supervisor of Archaeological Studies initiierte er zahlreiche Untersuchungen und Ausgrabungen, er entwickelte das archäologische Laboratorium und er war 1951 Mitgründer der Ontario Archaeological Society. 1954 promovierte er in Chicago mit The Archaeology of the Ontario Iroquois. Darüber hinaus führte er archäologische field schools am Pic River (1960) und bei Cahiagué (1961–67) durch. 1968 legte er eine Pause in Form des Sabbatical ein. Insgesamt leitete er fast 50 Grabungen.
Er hatte sich auf die Mittlere und Spätere Waldlandperiode spezialisiert, wobei er besonders intensiv an den Stätten Kant, Ault Park und Cahiagué mitwirkte. Die Irokesen von Ontario waren seine Stärke, obwohl er nie eine Monographie über die Huronen publizierte. Seine PhD von 1954 war der Auftakt zu einer Reihe von Studien zu diesem Thema.
Ab 1973 befasste er sich mit psychologischen und intuitiven Gesichtspunkten der Archäologie, Geistergeschichten und „Psycho-Keramiken“ faszinierten ihn.
Nicht jeder schätzte seine Massen- oder „Blitz“-Grabungen, bei denen er schwere Maschinen einsetzte, oder er markierte den Verlauf von Palisaden mit bunten Stöcken, die einen verzerrten Eindruck vermitteln konnten, den seine Kollegen versuchten zu vermeiden. Andererseits war er ein begabter Didaktiker und viele begeisterten sich für die Archäologie bzw. Anthropologie.
1970 wurde er Präsident der von ihm 1951 mitgegründeten Ontario Archaeological Society. 1968 wurde er Gründer und 1975–76 Präsident der Canadian Archaeological Association, doch musste er aufgrund einer Krankheit den Posten aufgeben. Von der Archäologenvereinigung erhielt er im April 1978 die Smith-Wintemberg Medal für außergewöhnliche Beiträge zur kanadischen Archäologie.
Die archäologischen Bestände der Universität Toronto, die einen Bezug zu den Wyandot bzw. Huronen haben, werden heute als J. Norman Emerson Fund bezeichnet. Dazu gehören Fundstücke aus etwa 39 Grabungsstätten, die zwischen 1939 und 1975 von der archäologischen Abteilung der Universität Toronto aufgesucht wurden. Die Sammlung umfasst rund eine Million Artefakte.

## Schriften (Auswahl)
- Preliminary report on the excavations of the Kant site: Renfrew county, Ontario. In: Annual report of the National Museum for the fiscal year, 1947–1948 (= National Museums of Canada. Bulletin. Nr. 113, ZDB-ID 429576-6). National Museum of Canada, Ottawa 1949, S. 17–22.
- Castellation development among the Iroquois (= The Ontario Archaeological Society. Research Guide. 1). Ontario Archaeological Society, Toronto 1955.
- als Herausgeber: New Pages of Prehistory. The Ontario Archaeological Society, Toronto 1956–1959, 1961.
- The Cahiague excavations, 1966. An interim report submitted to the Department of Northern Affairs and National Resources, Canadian Historic Sites Division. s. l., s. a. 1966.
- The Payne Site: an Iroquoian manifestation in Prince Edward County, Ontario. In: Contributions to Anthropology. Band 5: Archaeology and Physical Anthropology (= National Museums of Canada. Bulletin. Nr. 206 = National Museum of Canada. Anthropological Series Bulletin. 72). National Museum of Canada, Ottawa 1967, S. 126–257.
- Understanding Iroquois pottery in Ontario. A rethinking. The Ontario Archaeological Society, Toronto 1968
- mit Helen E. Devereux und Michael J. Ashworth: A Study of Fort St. Joseph (= History and Archaeology. 14, ISSN 0225-0101). National Historic Parks and Sites Branch, Ottawa 1977, ISBN 0-660-01064-X.